# Izabella Łaz
Izabella Łaz, z d. Wrzyszcz (ur. 15 października 1934) – polska siatkarka, brązowa medalistka mistrzostw świata (1956).

## Kariera sportowa
W reprezentacji Polski seniorek debiutowała 1 sierpnia 1954 w meczu akademickich mistrzostw świata z Chinami. Na tym turnieju zdobyła z drużyną brązowy medal. W 1956 osiągnęła największy sukces w karierze, zdobywając brązowy medal mistrzostw świata. Ostatni raz w biało-czerwonych barwach wystąpiła 30 sierpnia 1962 w towarzyskim spotkaniu z NRD. Łącznie w I reprezentacji Polski zagrała w 59 spotkaniach.
Jej mężem był trener Władysław Łaz.